# Les Lumière de Berlin

Les Lumière de Berlin (titre original allemand : Die Gebrüder Skladanowsky) est un film allemand de 1995 réalisé par Wim Wenders.

## Liminaire
Le titre français fait référence aux frères Auguste et Louis Lumière, précurseurs de la cinématographie.

## Présentation de l'œuvre
Les Lumière de Berlin, réalisé avec les étudiants de l'Académie du film de Munich est une combinaison de docudrame, de reconstitution fictionnelle et de photographie expérimentale afin de montrer la naissance du cinéma à Berlin, où les frères Max et Emil Skladanowsky ont construit un projecteur qu'ils ont appelé le bioscope (en allemand : Bioskop).

## Fiche technique
- Réalisation : Wim Wenders
- Production : Veit Helmer, Wolfgang Längsfeld, Wim Wenders
- Scénario : Sebastian Andrae, Henrick Heckmann, Veit Helmer, German Kral, Barbara Rohm, Alina Teodorescu, Wim Wenders
- Musique : Laurent Petitgand
- Photographie : Jürgen Jürges
- Éditeur : Peter Przygodda
- Année de sortie : 1995
- Durée : 79 minutes
- Pays : Allemagne
- Langue : Allemand

## Distribution
- Udo Kier : Max Skladanowsky
- Otto Kuhnle : Emil Skladanowsky
- Christoph Merg : Eugen Skladanowsky
- Nadine Büttner : Gertrud Skladanowsky (fille aînée de Max) enfant
- Lucie Hürtgent-Skladanowsky : elle-même (fille cadette de Max) à 91 ans
- Wim Wenders : lui-même

## Lieux de tournage
Allemagne
- Berlin : Porte de Brandebourg, Potsdamer Platz et l'ancien Grand Hôtel Esplanade (Berlin-Mitte, arrondissement de Mitte)
- Potsdam, musée du film

France
- Tour Eiffel